# Храм Дебод
Храм Дебод (ісп. Templo de Debod) — найнижчий за течією Нілу і найближчий до висотної асуанської греблі давньоєгипетський храм, перенесений у Західний парк (ісп. Parque del Oeste) Мадрида після того, як він був подарований Іспанії владою Єгипту у 1968 році в подяку за допомогу, надану при рятуванні храмів Абу-Сімбел від затоплення при будівництві Асуанської греблі.

## Історія

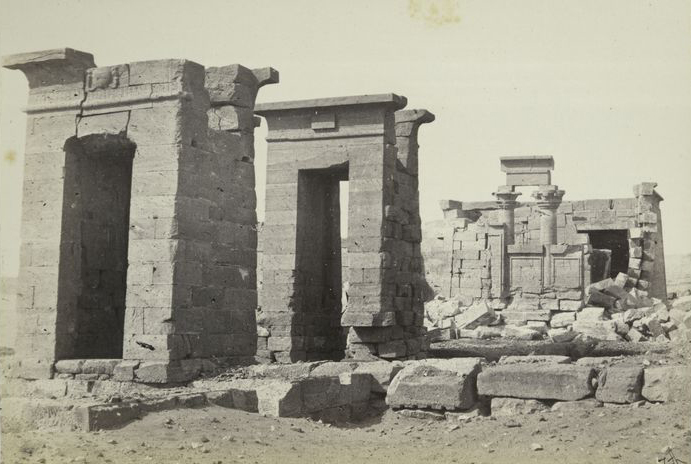
Дебод до перенесення

Побудований у IV столітті до н. е. і присвячений богині Ісіді. При будівництві другої асуанської греблі храм потрапляв у зону затоплення.